# Niels Onstad
Niels Onstad, född 1909 i Oslo, död 1978, var en norsk skeppsredare och konstsamlare.
Niels Onstad hade många kontakter med den norska konstnärsmiljön, bland annat med Edvard Munch. Hans mor var målare. Från slutet på 1920-talet och fram till 1950 arbetade han tillsammans med brodern Haakon Onstad, och 1935 grundade de skeppsaktiebolaget Niels Onstads Tankrederi A/S. År 1940 slog Niels Onstad sig ned i USA och arbetade för Nortraship. Han fortsatte rederiverksamheten därifrån fram till 1955, då han fortsatte i Oslo.
Samma år mötte han skridskokonståkaren Sonja Henie. De gifte sig året efter och grundade 1968 Henie-Onstad Kunstsenter på Høvikodden i Bærum kommun sydväst om Oslo.
Han är farbror till Thomas Onstad.